# Walter Krastel
Walter Krastel (* 29. Januar 1892 in Dieburg; † 1966) war ein deutscher Vizeadmiral der Kriegsmarine.

## Leben
Walter Krastel trat am 1. April 1911 in die Kaiserliche Marine ein. Bis November 1916 diente er, ab 3. August 1914 als Leutnant zur See, auf der Kaiserin und kam dann bis März 1917 zur Ausbildung an die U-Bootsschule. Anschließend kam er als Wachoffizier auf U 105. Am 26. April 1917 wurde er zum Oberleutnant zur See befördert. Von Mai 1918 bis Kriegsende war er auf UB 96.
Nach dem Krieg wurde er in die Reichsmarine übernommen und wurde am 1. Juni 1921 Kapitänleutnant. 1930 war er als Korvettenkapitän (Beförderung am 1. Juni 1929) Navigationsoffizier auf der Schlesien. 1931 war er in die Marinewaffenabteilung im Allgemeinen Marineamt.
Am 1. Oktober 1936 zum Kapitän zur See befördert, war er im gleichen Jahr Leiter der Gruppe Unterwasserwaffen im Marinewaffenamt. Von Anfang Oktober 1937 bis Mitte November 1938 war er Kommandant der Nürnberg. Anschließend übernahm er bis September 1942 die Sperrschule in Kiel. Aus dieser Position wurde er zeitweise für Vertretungen abkommandiert. Er war von August 1940 bis November 1940 2. Führer der Minenschiffe und dort zusätzlich Chef der Ostgruppe. Weiterhin wurde Vizeadmiral Otto Schenk als Admiral der norwegischen Polarküste von August bis Oktober 1941 von ihm vertreten, wie ebenso Vizeadmiral Leopold Siemens als Admiral der norwegischen Nordküste von April bis Juni 1942. Am 1. Dezember 1940 war er zum Konteradmiral befördert worden. Nach der Übergabe des Kommandos über die Sperrschule im September 1942 an Kapitän zur See Wolfgang Brinckmeier wurde er Chef der Amtsgruppe Sperrwaffen (SWa) im Marinewaffenamt. Am 1. Februar 1943 wurde er Vizeadmiral und blieb Chef der Amtsgruppe bis März 1943. Später war er als Nachfolger von Vizeadmiral Herbert Straehler ab März 1943 bis März 1945 Inspekteur der Rüstungsinspektion Wehrkreis XX in Danzig. Nach Kriegsende kam er in Kriegsgefangenschaft, aus welcher er am 15. Februar 1948 entlassen wurde.
Als Besatzungsmitglied der Kaiserin war er mit dem Ritterkreuz 2. Klasse mit Schwertern des Ordens vom Zähringer Löwen ausgezeichnet worden.